# Jyoti Prakash Dutta

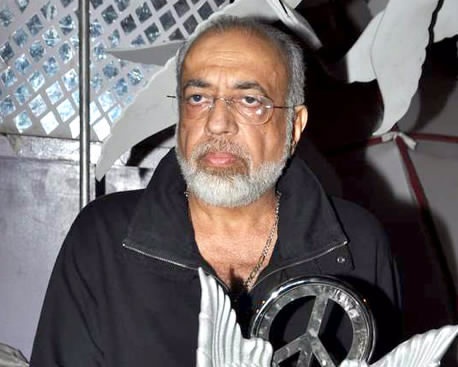
Jyoti Prakash Dutta (2013)

Jyoti Prakash Dutta (bekannt als J. P. Dutta; * 3. Oktober 1949 in Bombay, Maharashtra) ist ein indischer Filmregisseur und -produzent der Bollywood-Filmindustrie.
Dutta produziert seine Filme unter seiner eigenen Filmproduktionsgesellschaft JP Films. Zu seinen wichtigsten Filmen gehören der Border, Refugee und Umrao Jaan. Für Border erhielt er einen Filmfare Award für die beste Regie und einen Nargis Dutt Award. Er ist Mitglied des Beraterstabs für die International Indian Film Academy Awards.
J. P. Dutta ist der Sohn des Filmregisseurs und Drehbuchautors O. P. Dutta, mit dem er auch zusammenarbeitet. Er ist mit der Schauspielerin Bindiya Goswami verheiratet und hat zwei Töchter, Nidi und Siddhi.

## Filmographie
- 1985: Ghulami
- 1988: Yateem
- 1989: Batwara
- 1989: Hathyar
- 1993: Kshatriya
- 1997: Border
- 2000: Refugee
- 2003: LOC Kargil
- 2006: Umrao Jaan